# Coup de théâtre (film, 2022)
Pour les articles homonymes, voir Coup de théâtre (homonymie), Coups de théâtre et See How They Run (homonymie).
Pour plus de détails, voir Fiche technique et Distribution.
Coup de théâtre (See How They Run) est une comédie policière américano-britannique réalisée par Tom George et sortie en 2022.

## Synopsis
Londres, 1953. À West End, le quartier regroupant la plupart des théâtres londoniens, la pièce de théâtre La Souricière d'Agatha Christie est un immense succès. La troupe fête la 100e représentation à l'Ambassadors Theatre. Le réalisateur américain Leo Köpernick est présent lors de l'évènement. Il travaille sur une adaptation cinématographique de la pièce produite par John Woolf et écrite par le dramaturge Mervyn Cocker-Norris. Ce dernier entretient une relation compliquée avec le cinéaste car ils n'ont pas du tout la même approche du projet. Lors de la soirée, Leo Köpernick, ivre, provoque publiquement la vedette de la pièce, Richard Attenborough. Les deux hommes se battent. Plus tard dans la soirée, Leo Köpernick est assassiné en coulisses avant que son corps soit exposé sur la scène du théâtre. L'enquête est confiée à Georges Stoppard, un inspecteur de la Metropolitan Police, fatigué, alcoolique et blasé. Il va être affublé d'une recrue trop zélée, l'agente (constable en VO) Stalker. Cette dernière, adepte des conclusions hâtives, prépare le concours de sergent et est très excitée par cette enquête très médiatisée. Stoppard va également devoir supporter la pression de son supérieur, le commissaire Harold Scott.

## Fiche technique
Sauf indication contraire, les informations mentionnées dans cette section peuvent être confirmées par la base de données cinématographiques IMDb,  présente dans la section « Liens externes ».
- Titre original : See How They Run
- Titre français et québécois : Coup de théâtre
- Réalisation : Tom George
- Scénario : Mark Chappell
- Musique : Daniel Pemberton
- Direction artistique : John Reid
- Décors : Amanda McArthur
- Costumes : Odile Dicks-Mireaux
- Photographie : Jamie Ramsay
- Montage : Gary Dollner et Peter Lambert
- Production : Gina Carter et Damian Jones
  - Production déléguée : Katie Goodson et Richard Ruiz
- Sociétés de production : DJ Films
- Société de distribution : Searchlight Pictures (États-Unis)
- Budget : n/a
- Pays de production :  États-Unis
- Langue originale : anglais
- Format : couleur
- Genre : comédie policière, whodunit, thriller
- Durée : 98 minutes
- Dates de sortie :
  - France : 14 septembre 2022
  - États-Unis : 16 septembre 2022 (sortie limitée)
- Classification :
  - États-Unis : PG-13

## Distribution
Sauf indication contraire, les informations mentionnées dans cette section peuvent être confirmées par la base de données cinématographiques Allociné,  présente dans la section « Liens externes ».
- Sam Rockwell (VF : Jérôme Pauwels) : l'inspecteur Georges Stoppard
- Saoirse Ronan (VF : Élisabeth Ventura) : l'agente Stalker
- Adrien Brody (VF : Adrien Antoine) : Leo Köpernick
- Ruth Wilson (VF : Ingrid Donnadieu) : Petula Spencer
- Reece Shearsmith (VF : Sébastien Desjours) : John Woolf
- Harris Dickinson (VF : Clément Moreau) : Richard Attenborough
- David Oyelowo (VF : Jean-Baptiste Anoumon) : Mervyn Cocker-Norris
- Charlie Cooper (en) (VF : Olivier Chauvel) : Dennis, l'ouvreur du théâtre
- Shirley Henderson (VF : Barbara Tissier) : Agatha Christie
- Pippa Bennett-Warner (en) (VF : Corinne Wellong) : Ann Saville
- Pearl Chanda : Sheila Sim
- Paul Shahidi : Fellowes
- Sian Clifford : Edana Romney (en)
- Jacob Fortune-Lloyd : Gio
- Angus Wright (VF : Yann Guillemot) : Bakewell
- Lucian Msamati (VF : Thierry Desroses) : Max Mallowan
- Ania Marson : la mère
- Tim Key (VF : Jérôme Wiggins) : le commissaire Harold Scott

 Source et légende : version française (VF) sur RS Doublage et le carton de doublage français.

## Production

### Genèse et développement
En novembre 2020, il est révélé que Searchlight Pictures développe un film à énigme, réalisé par Tom George d'après un scénario écrit par Mark Chappell (en). Le titre du film est révélé en juillet 2021 : See How They Run.

### Tournage
Le tournage a lieu en avril 2021. Les prises de vues ont notamment lieu à Londres.

## Accueil

### Critique
Le site Rotten Tomatoes donne une note de 71% pour 127 critiques et une note moyenne de 6,5⁄10. Le consensus suivant résume les critiques compilées par le site : « Coup de théâtre peut ne pas se rendre beaucoup de services en demandant des comparaisons avec Christie, mais ça reste toujours un polar amusant ». Le site Metacritic donne quant à lui la note de 60⁄100, pour 40 critiques. En France, le site Allociné donne une moyenne de 2,8⁄5, après avoir recensé 16 critiques de presse.
Pour Voici, le film est un « Un délicieux murder mystery au casting affûté », quand pour Le Figaro estime de son côté que « dans la lignée d’À couteaux tirés de Rian Johnson et des variations françaises Le crime est notre affaire et Les Petits Meurtres d'Agatha Christie, Coup de théâtre rappelle que le crime est bien sur une affaire de suspense et de frissons mais peut aussi être une histoire de rires. ». Dans le même esprit, Les Fiches du cinéma parle d'un film qui « Jou[e] avec les codes du genre, un premier film délicieux et malin. ».
Plus modéré, les Cahiers du cinéma estime que « le film, sans captiver, charme par le soin de ‘‘fumage’’ porté à ses décors et par sa manière de saisir dans son jus l’âme d’un âge d’or – celui des romans d’Agatha Christie, qui apparaît logiquement comme le deus ex machina de cette petite attraction foraine. ». Pour le critique de Première, le film n'a de « cesse de jouer ouvertement avec les codes du genre [whodunit, ndrl], prenant un malin plaisir à annoncer tout ce qui est censé se passer (…) pour mieux tout déconstruire ». Le critique conclut son propos sur ses mots : « A l’écran, son casting quatre étoiles se régale à évoluer dans ce film explorant aussi les coulisses du théâtre britannique de l’époque (…) et à distiller dans leurs interprétations cette théâtralité indispensable au propos. Ca cabotine à tous les étages et c’est rudement bon ! ».
Une partie de la presse reste plus réservée, voire hostile au film. Ainsi, le site Écran Large considère que le long-métrage est « faussement post-moderne mais franchement bête et feignant, (...) une sacrée déception dans le « revival » récent des « whodunit ». Rendez-nous Rian Johnson ! ». Sobrement résumé ainsi, Le Parisien dit : « Le film distille ses rebondissements avec la régularité d’un métronome : un « coup de théâtre » pas vraiment surprenant, donc. ». La critique de Télérama rejoint celle cité précédemment d'Écran Large. Pour elle, « malgré une mise en scène agitée, gage illusoire de modernité, et un gros ventre mou, le divertissement n’est pas désagréable. Dommage qu’il passe à côté d’un personnage inouï, Agatha Christie elle-même, dépeinte trop brièvement sous un jour hilarant. ».

### Box-office
Pour son premier jour d'exploitation en France, Coup de théâtre réalise 9 111 entrées, dont 994 en avant-première, pour 204 copies. De fait, le long-métrage est en quatrième position du box-office des nouveautés, derrière Citoyen d'honneur (10 073) et devant la comédie française Canailles (6 976). Au bout d'une semaine d'exploitation, le long-métrage réalise 56 893 entrées supplémentaires pour une septième place, derrière Citoyen d'honneur (57 538) et devant Bullet Train (55 892), .